# ばかうけ

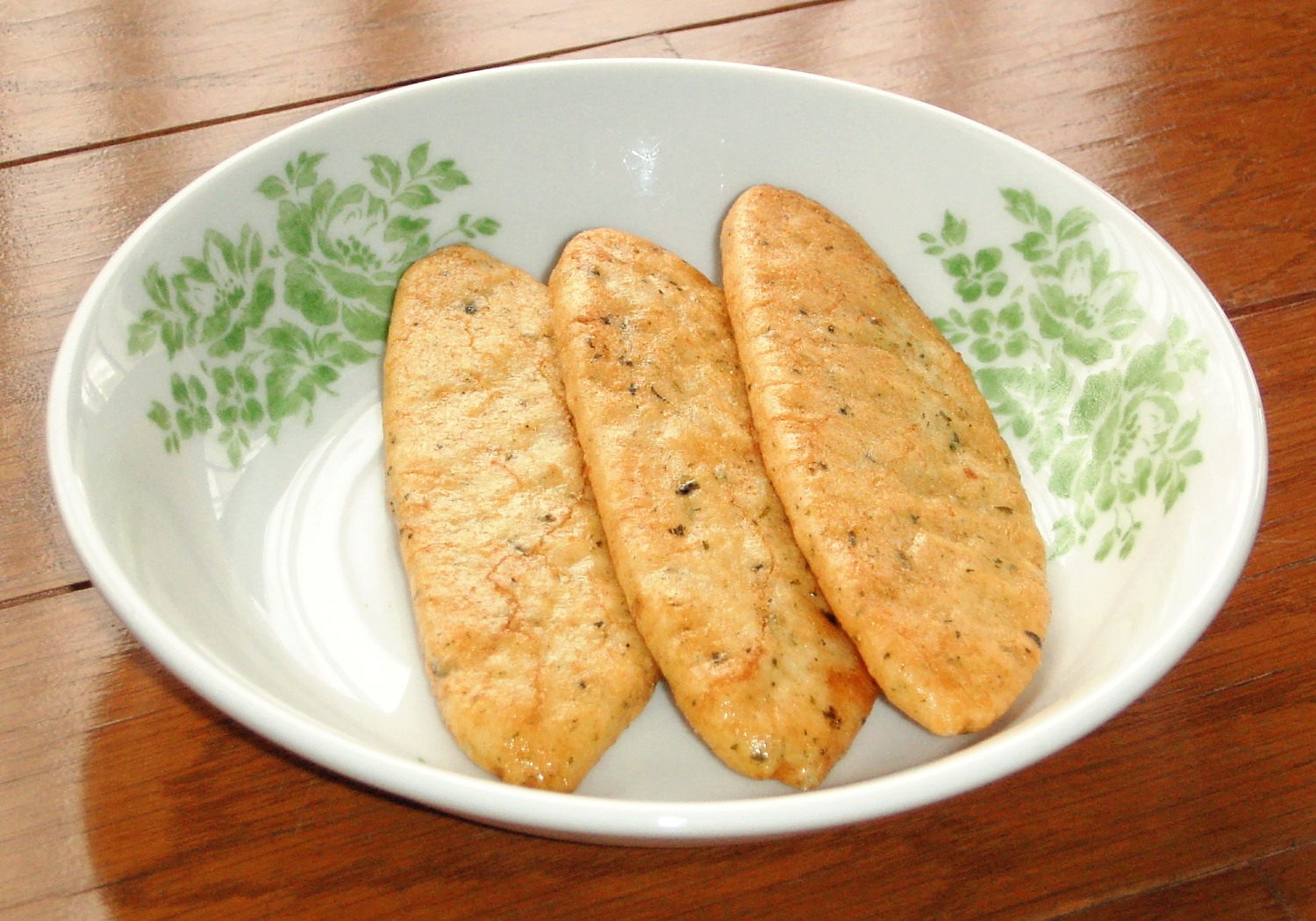
ばかうけ

ばかうけは、栗山米菓が製造する米菓。

## 概要
商品名の「ばかうけ」は、新潟県の方言である「ばか」＝「とても、すごく」ヒットして欲しいという願いをこめて付けられた。また、開発当時に放送されていた人気テレビ番組で使われていた言葉も元になった。関西で最初まったく売れず「ばか」が耳障りなのではと考え、商品名を一時、「ええやんか」に変えたが、この対策は完全にすべり、元通りにされた。バナナのような形状をしており、代表的な「ばかうけ青のりしょうゆ味」は、青海苔を入れた生地に醤油の味付け。1990年の発売以来、商品名の持つインパクトと商品キャラクターを活用した積極的なブランド展開を行っている。

## 歴史
- 1990年（平成2年）- 青のり味発売開始。商品キャラクターとして米農家をモチーフとした「青海苔千兵衛」を用いる。
- 1993年（平成5年）- テレビCM放映開始。
- 1995年（平成7年）- ごま揚味発売。
- 1998年（平成10年）- 公式ウェブサイト開設。
- 2001年（平成13年）- パッケージリニューアル。商品キャラクターをばかうけの形状をモチーフとした「バリン」と「ボリン」に変更。
- 2015年（平成27年）-25周年。150種類以上の味を販売してきている。
- 同年 - NGT48を「ばかうけPR大使」に任命[3][注 1]。

## ばかうけ稲荷
栗山米菓の本社敷地内に実在し、新潟県新発田市の大友稲荷を源とする。社員だけでなく、併設する観光施設「新潟せんべい王国」に訪れた観光客など誰でも参拝できる。

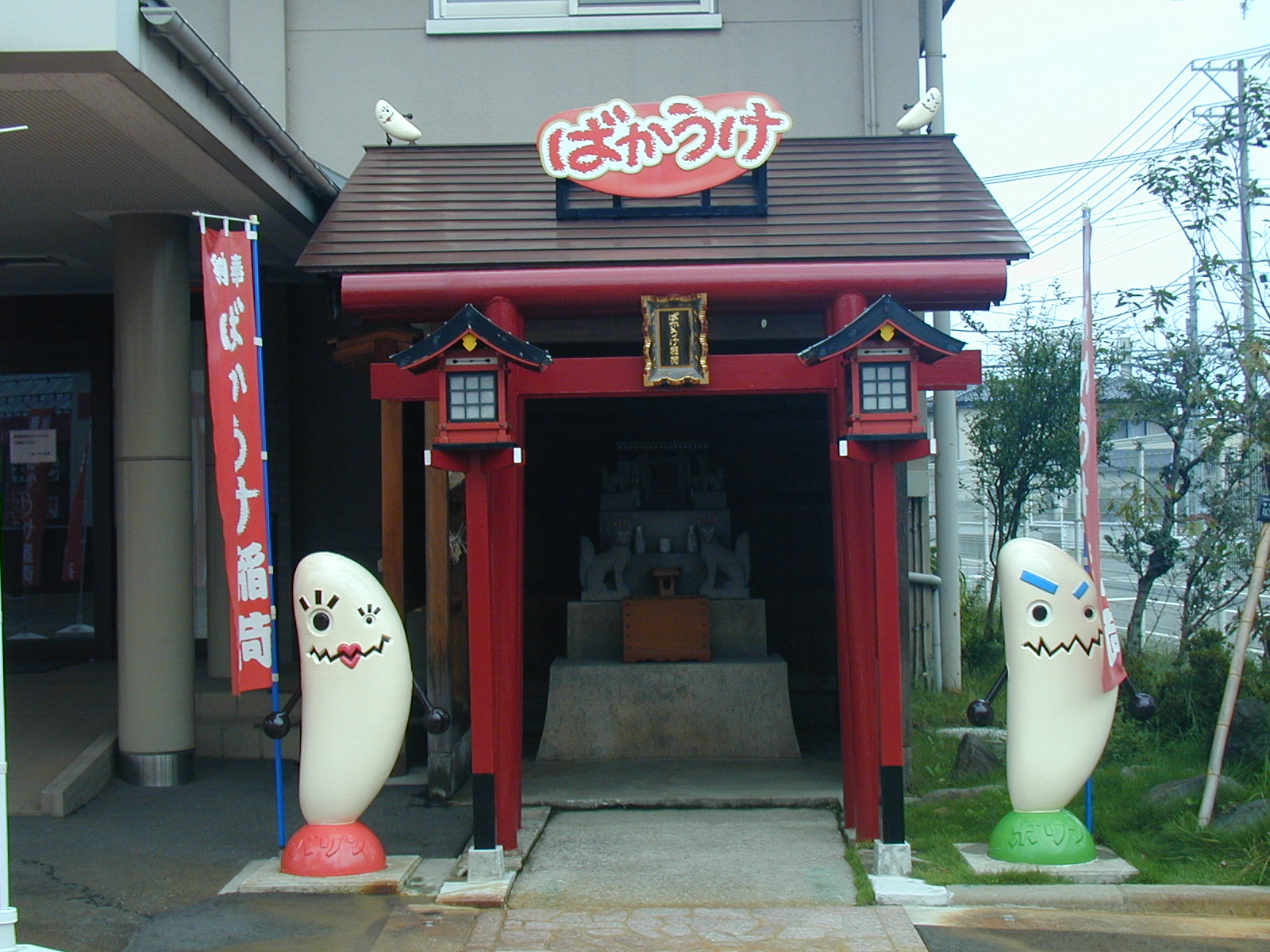
新潟せんべい王国前にあるばかうけ稲荷

## 種類
定番商品として青のりしょうゆ味にごま揚味、チーズ味、青のりソース味があり、青のりしょうゆ・ごま揚・チーズ味に甘口カレー味と甘口しょうゆ味を加えた5種類が1袋に入ったアソートがある。このほか期間限定品やコンビニエンスストア限定品も多数販売されており、栗山米菓の子会社であるケーアンドビーが製造販売する地方限定品が2015年時点で全国26種類あり、観光地や高速道路のサービスエリアで販売されている。

### 開運祈願ばかうけ
開運ばかうけ稲荷
12月から1月までの期間限定で「開運ばかうけ稲荷」が販売される。レギュラー商品の青のりしょうゆ味に紙製の絵馬を封入し、消費者が合格祈願などの願いごとを書いて栗山米菓まで送ると、敷地内の「ばかうけ稲荷」に奉納するというもの。
お願いばかうけ
5月から7月までの期間限定で「お願いばかうけ」が販売される。「開運ばかうけ稲荷」同様に短冊が封入されている。消費者が栗山米菓へ送るとばかうけ稲荷に奉納し、福岡県小郡市の七夕神社にてお焚き上げを行うというもの。

### 限定商品
- トキめきみるくソフト風味（2015年12月24日発売、現在終売済み、新潟エリア限定）- NGT48とのコラボ商品企画第1弾[3]。
- ピリ辛イカちゃんマヨネーズ風味（2015年12月24日発売、現在終売済み、新潟エリア限定）- NGT48とのコラボ商品企画第1弾[3]。
- 呪術廻戦 ばかうけ青のりしょうゆ味（2021年2月15日発売、全国販売、期間限定商品）- TVアニメ『呪術廻戦』とのコラボ商品。1袋に1枚特別加工が施された怪しく光るオリジナルシールをランダムで封入。（シールのデザインは全部で10種類）[4]
- 呪術廻戦 ばかうけ青のりしょうゆ味 2（2021年4月12日発売、全国販売、期間限定商品）- TVアニメ『呪術廻戦』とのコラボ商品第2弾。パッケージデザインが2種類あり。怪しく光るオリジナルシールをランダムで1袋に1枚封入（シールのデザインは全部で20種類）[5]。
- にじさんじ  ばかうけごま揚（2021年5月17日発売、全国販売、期間限定商品）- バーチャルライバーグループ「にじさんじ」のSMC組（葉加瀬冬雪・加賀美ハヤト・夜見れな）とのコラボ商品。パッケージデザインは2種類あり。イラストレーター「うちさ」による描き下ろしイラストを使用したシールを1袋に1枚ランダムで封入（シールのデザインは全部で10種類）[6][7]。
- ザワつく!金曜日 小さなばかうけ トリュフ風味、ザワつく!金曜日 小さなばかうけ 金山寺味噌味、ザワつく!金曜日 ばかうけアソート（2021年8月30日発売）- テレビ朝日系バラエティー『ザワつく!金曜日』とのコラボ商品。「トリュフ風味」と「金剛寺味噌味」はコンビニ、「ザワつく!金曜日ばかうけアソート」は「トリュフ風味」と「金剛寺味噌味」がセットになっている商品で、主にスーパーマーケットやドラッグストアで販売される[8]。
- 五等分の花嫁∬ ばかうけ オムライス味（2021年8月30日発売、全国販売、期間限定商品）- TVアニメ『五等分の花嫁∬』とのコラボ商品。作品中に登場した三女・三玖が作った「ぐちゃぐちゃオムライス」の味を再現。1袋に1枚キャラクターが描かれたシールをランダムで封入。（シールのデザインは全部で15種類）[9]
- ぱかうけ ゴールドシップのからしマヨやきそば風味（2021年10月25日発売、全国販売、期間限定商品）- ばかうけとTVアニメ「ウマ娘 プリティーダービー」がコラボし、作中に登場した『ゴールドシップの特製焼きそば』の味を再現した商品。1袋に1枚ウマ娘のキャラクターが描かれたシールをランダムで封入（シールのデザインは全部で20種類）[10]。
- ぱかうけ タマモクロス特製出汁香るたこ焼き風味（2022年8月22日発売、全国販売、期間限定商品）- 上記コラボの第2弾。1袋に1枚ウマ娘のキャラクターが描かれたシールをランダムで封入（シールのデザインは全部で20種類）[11]。
- チェンソーマンばかうけ　最強のパン風味（2022年10月30日発売、全国販売、期間限定商品）- TVアニメ「チェンソーマン」とのコラボで、作中に登場した『最強のパン』の味を再現した商品。1袋に1枚チェンソーマンのキャラクターが描かれたシールをランダムで封入（シールのデザインは全部で6種類）[12]